# Kotka kyrka
Kotka kyrka (finska: Kotkan kirkko) är en kyrkobyggnad i den finländska staden Kotka i landskapet Kymmenedalen.

## Kyrkobyggnaden
Kyrkan byggdes i rödtegel i nygotisk stil mellan åren 1897 och 1898 efter ritningar av arkitekt Josef Stenbäck. Kyrkan rymmer cirka 1560 personer. Kyrkans orgel, gjord av Martti Porthans orgelbyggeri 1998, har 44-register. Altartavlan målades år 1900.